# Aderpasinos
Aderpasinos (Aderpasini) é uma tribo de coleópteros da subfamília Lamiinae; compreende dez espécies, distribuídas em um único gênero.

## Sistemática
- Ordem Coleoptera
  - Subordem Polyphaga
    - Infraordem Cucujiformia
      - Superfamília Chrysomeloidea
        - Família Cerambycidae
          - Subfamília Lamiinae
            - Tribo Aderpasini (Breuning & Téocchi, 1977)
              - Gênero Aderpas (Thomson, 1864)